# Premi Emmy 1979
La cerimonia della 31ª edizione dei Primetime Emmy Awards (31st Primetime Emmy Awards) si è tenuta al Pasadena Civic Auditorium di Pasadena (California) il 9 settembre 1979.
La cerimonia fu presentata da Henry Winkler e Cheryl Ladd.

## Primetime Emmy Awards
Per le candidature, furono presi in considerazione i programmi trasmessi tra il 1º luglio 1978 e il 30 giugno 1979.

### Migliore serie televisiva drammatica
- Lou Grant
- Agenzia Rockford (The Rockford Files)
- The Paper Chase

### Migliore serie televisiva comica o commedia
- Taxi
- Arcibaldo (All in the Family)
- Barney Miller
- M*A*S*H
- Mork & Mindy

### Miglior miniserie
- Radici: le nuove generazioni (Roots: The Next Generation)
- Backstairs at the White House
- Watergate (Blind Ambition)

### Miglior speciale commedia o drammatico
- Fuoco di sbarramento (Friendly Fire)
- La corsa di Jericho (The Jericho Mile)
- First, You Cry
- Il mio soldato tedesco (Summer of My German Soldier)
- Il sordomuto (Dummy)

### Migliore attore in una serie drammatica
- Ron Leibman – Kazinsky (Kaz)
- Edward Asner – Lou Grant
- James Garner – Agenzia Rockford
- Jack Klugman – Quincy (Quincy M.E.)

### Migliore attore in una serie comica o commedia
- Carroll O'Connor – Arcibaldo
- Alan Alda – M*A*S*H
- Judd Hirsch – Taxi
- Hal Linden – Barney Miller
- Robin Williams – Mork & Mindy

### Miglior attore protagonista in una miniserie o speciale
- Peter Strauss – La corsa di Jericho
- Ned Beatty – Fuoco di sbarramento
- Louis Gossett Jr. – Backstairs at the White House
- Kurt Russell – Elvis, il re del rock (Elvis)

### Migliore attrice in una serie drammatica
- Mariette Hartley – L'incredibile Hulk (The Incredible Hulk) | Episodio: Married
- Barbara Bel Geddes – Dallas
- Rita Moreno – Agenzia Rockford | Episodio: Rosendahl and Gilda Stern are Dead
- Sada Thompson – In casa Lawrence (Family)

### Migliore attrice in una serie comica o commedia
- Ruth Gordon – Taxi | Episodio: Sugar Mama
- Katherine Helmond – Soap
- Linda Lavin – Alice
- Isabel Sanford – I Jefferson (The Jeffersons)
- Jean Stapleton – Arcibaldo

### Miglior attrice protagonista in una miniserie o speciale
- Bette Davis – L'abisso - Storia di una madre e di una figlia (Strangers: The Story of a Mother and a Daughter)
- Carol Burnett – Fuoco di sbarramento
- Olivia Cole – Backstairs at the White House
- Katherine Hepburn – Il grano è verde (The Corn is Green)
- Mary Tyler Moore – First, You Cry

### Migliore attore non protagonista in una serie drammatica
- Stuart Margolin – Agenzia Rockford
- Mason Adams – Lou Grant
- Noah Beery Jr. – Agenzia Rockford
- Joe Santos – Agenzia Rockford
- Robert Walden – Lou Grant

### Migliore attore non protagonista in una serie comica o commedia
- Robert Guillaume – Soap
- Gary Burghoff – M*A*S*H
- Danny DeVito – Taxi
- Max Gail – Barney Miller
- Harry Morgan – M*A*S*H

### Miglior attore non protagonista in una miniserie o speciale
- Marlon Brando – Radici: le nuove generazioni
- Ed Flanders – Backstairs at the White House
- Al Freeman Jr. – Radici: le nuove generazioni
- Robert Vaughn – Backstairs at the White House
- Paul Winfield – Radici: le nuove generazioni

### Migliore attrice non protagonista in una serie drammatica
- Kristy McNichol – In casa Lawrence
- Linda Kelsey – Lou Grant
- Nancy Marchand – Lou Grant

### Migliore attrice non protagonista in una serie comica o commedia
- Sally Struthers – Arcibaldo
- Polly Holliday – Alice
- Marion Ross – Happy Days
- Loretta Swit – M*A*S*H

### Miglior attrice non protagonista in una miniserie o speciale
- Esther Rolle – Il mio soldato tedesco
- Ruby Dee – Radici: le nuove generazioni
- Colleen Dewhurst – Silent Victory: The Kitty O'Neil Story
- Eileen Heckart – Backstairs at the White House
- Celeste Holm – Backstairs at the White House

### Migliore regia per una serie drammatica
- Time Out (The White Shadow) – Jackie Cooper per l'episodio pilota
- Lou Grant – Burt Brinckerhoff per l'episodio School
- Lou Grant – Mel Damski per l'episodio Murder
- Lou Grant – Gene Reynolds per l'episodio Prisoner

### Migliore regia per una serie comica o commedia
- Barney Miller – Noam Pitlik per l'episodio The Harris Incident
- Arcibaldo – Paul Bogart per l'episodio California, Here We Are, part II
- M*A*S*H – Alan Alda per l'episodio Dear Sis
- M*A*S*H – Charles S. Dubin per l'episodio Point of View
- Soap – Jay Sandrich

### Miglior regia per una miniserie o speciale
- Fuoco di sbarramento – David Greene
- I miserabili (Les miserables) – Glenn Jordan
- Silent Victory: The Kitty O'Neil Story – Lou Antonio

### Migliore sceneggiatura per una serie drammatica
- Lou Grant – Michele Gallery per l'episodio Dying
- Lou Grant – Gene Reynolds per l'episodio Marathon
- Lou Grant – Leon Tokatyan per l'episodio Vet
- The Paper Chase – James Bridges per l'episodio The Late Mr. Hart

### Migliore sceneggiatura per una serie comica o commedia
- M*A*S*H – Alan Alda per l'episodio Inga
- Arcibaldo – Milt Josefsberg, Phil Sharp, Bob Schiller, Bob Weiskopf l'episodio California, Here We Are, part II
- M*A*S*H – Ken Levine, David Isaacs per l'episodio Point of View
- Saturday Night Live – Dan Aykroyd, Anne Beatts, Tom Davis, James Downey, Brian Doyle-Murray, Al Franken, Brian McConnachie, Lorne Michaels, Don Novello, Herbert Sargent, Tom Schiller, Rosie Shuster, Walter Williams, Alan Zweibel per la puntata del 7 aprile 1979 con Richard Benjamin
- Taxi – Michael Leeson per l'episodio Blind Date

### Migliore sceneggiatura per una miniserie o speciale
- La corsa di Jericho – Patrick J. Nolan, Michael Mann
- Backstairs at the White House – Gwen Bagni, Paul Duboy per la puntata Book One
- Fuoco di sbarramento – Fay Kanin
- Il mio soldato tedesco – Jane-Howard Hammerstein
- Radici: le nuove generazioni – Ernest Kinoy per la prima puntata